# Peter von Carnap (Politiker, 1823)

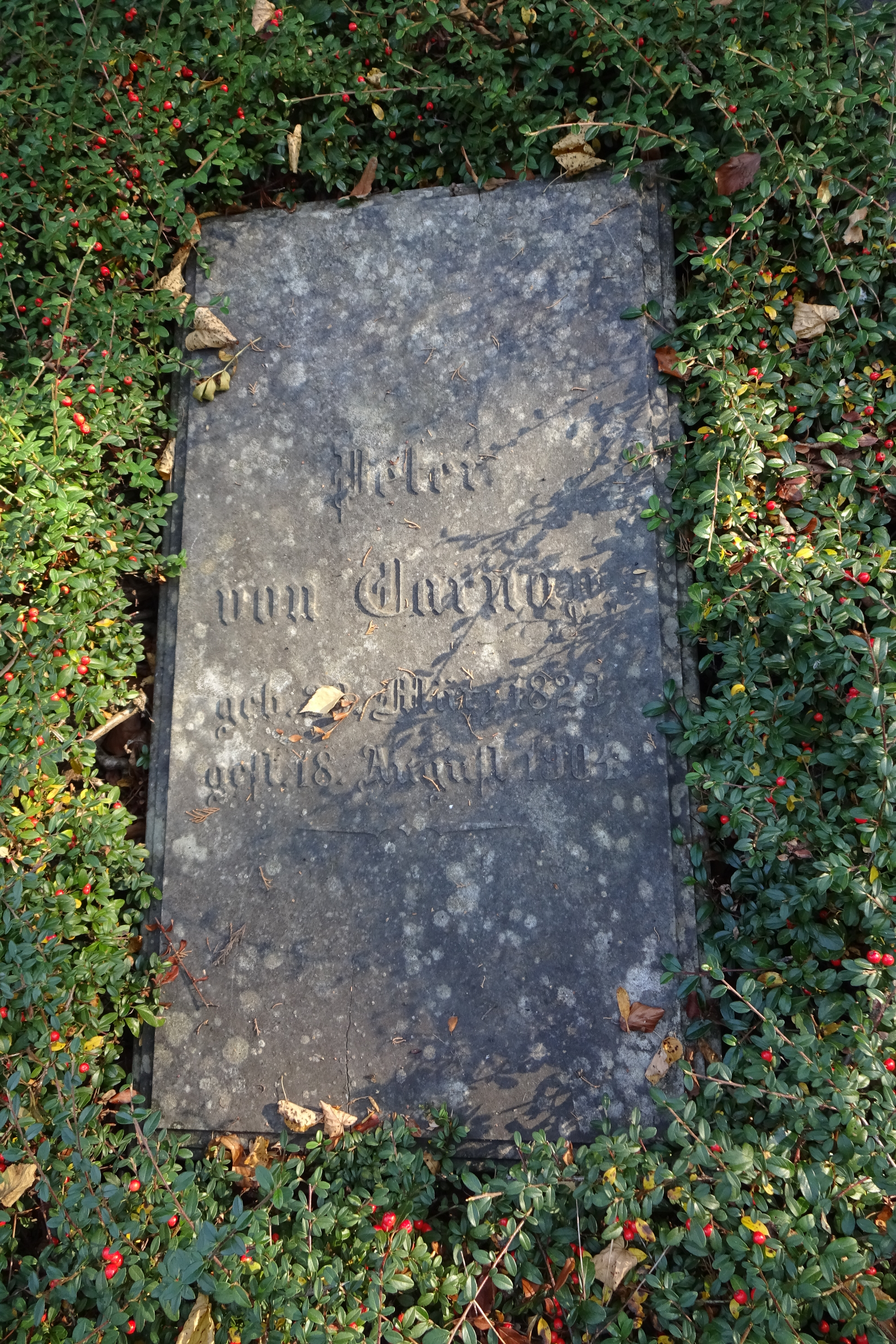
Grabstein auf dem Reformierten Friedhof Hochstraße (Wuppertal)

Peter von Carnap (* 23. März 1823 in Elberfeld; † 18. August 1904 ebenda) war ein deutscher Gutsbesitzer und Stadtverordneter in Elberfeld.

## Leben
Er entstammte der Handels- und Ratsfamilie Staelgen zu Carnap, genannt nach ihrem Besitz Carnap bei Barmen (16. Jahrhundert). Peter von Carnap war der Sohn des Handelsherrn und Fabrikanten Johann Bernhard von Carnap (1799–1836), der am 9. Februar 1830 die preußische Adelsanerkennung erhielt, und der Eleonore Frowein (1801–1845).
Carnap heiratete am 23. März 1846 in Elberfeld Hulda Bredt (* 25. Juni 1827 in Barmen; † 24. Januar 1900 in Elberfeld).
Sein Großneffe war der Jagdflieger und nationalsozialistische Politiker Willy Kölker.
Carnap war Gutsherr auf Ober-Steinkirch in Schlesien, Stadtverordneter in Elberfeld und Mitglied des Preußischen Herrenhauses.